# Bolesław I. (Masowien)

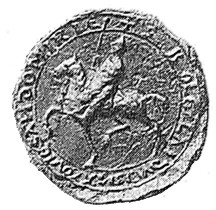
Siegel

Bolesław I. (poln. Bolesław I.; * um 1208; † 25. Februar 1248) war ein Herzog in Masowien, von 1229 bis 1232 Fürst von Sandomir, ab 1233 Fürst im nördlichen Masowien, ab 1247 von ganz Masowien. Er entstammte dem Adelsgeschlecht der masowischen Piasten.

## Leben
Bolesław war der Sohn von Herzog Konrad I. († 1247) und der Nowgoroder Adeligen Agafia von Ruthenien. Er wurde nach seinem Urgroßvater Bolesław III. Schiefmund benannt. Er nahm an der Ansiedlung des Deutschen Ordens im Kulmer Land teil. Zusammen mit seinen Brüdern Kasimir I. und Siemowit I. unterstützte er die Politik seines Vaters, insbesondere den Kampf um Krakau und die Seniorwürde in Polen. Nach dem Tod von Konrad I erhielt Bolesław ganz Masowien, verstarb jedoch überraschend bereits im Folgejahr.

## Ehe und Familie
Herzog Bolesław war mit Gertrud von Breslau, der Tochter von Heinrich II., und mit Anastasia verheiratet. Beide Ehen blieben kinderlos. Er vermachte seine Fürstentümer seinem Bruder Siemowit I. und ließ seinen anderen Bruder Kasimir I. außen vor.